# 金澤武
金澤 武（かなざわ たけし、1920年〈大正9年〉9月11日 - 2003年〈平成15年〉5月26日）は、日本の船舶工学者、溶接工学者、構造力学者、材料力学者、破壊力学者、材料強度学者。工学博士。東京大学名誉教授、日本造船学会名誉員。

## 略歴
福井県福井市の福井中学校の博物教師・金澤祿郞の次男として出生。1923年（大正12年）9月の父・金澤祿郞の新潟中学校への異動に伴って新潟県新潟市（現 新潟市中央区）に転居。
1938年（昭和13年）3月に新潟中学校を卒業、1941年（昭和16年）3月に新潟高等学校を卒業、1943年（昭和18年）9月に東京帝国大学第一工学部船舶工学科を半年繰り上げ卒業、東京帝国大学第一工学部大学院に入学。
1945年（昭和20年）9月に東京帝国大学第一工学部講師に就任、1946年（昭和21年）3月に助教授に就任、1956年（昭和31年）8月に東京大学から工学博士号を取得、11月に東京大学工学部教授に就任、応用力学第三講座を担任。
1981年（昭和56年）4月に東京大学を定年退官、長崎総合科学大学教授に就任、5月に東京大学名誉教授の称号を受称、1986年（昭和61年）4月に千葉工業大学教授に就任。
2003年（平成15年）5月26日午後1時3分に東京都町田市の病院で急性心不全のため死去、82歳没。葬儀・告別式は東京都江戸川区平井の平井聖天燈明寺で執り行われた。

## 役職
- 1970年（昭和45年）0 00 - 日本溶接協会理事[9]
- 1971年（昭和46年）05月 - 日本造船学会監事[10]
- 1978年（昭和53年）04月 - 溶接学会副会長[11]
- 1981年（昭和56年）01月 - 日本学術会議会員[10]
- 1983年（昭和58年）05月 - 日本高圧力技術協会会長[10][12]
- 1989年（平成01年）12月 - 溶接接合工学振興会（旧 佐々木記念会）理事長[10][13]

## 業績
- 鋼材の脆性破壊研究の世界的権威として活躍し、二重引張試験法の開発、クラックアレスターの研究、欠陥評価法や破壊管理制御システムの開発などは、日本の破壊力学の先駆的成果として鋼構造物の破壊防止技術の確立に多大な貢献をした。また、これらの歴史的成果は、材料力学、破壊力学、構造工学、溶接工学などの技術水準の向上に大きく寄与し、鉄鋼業を中心とする重工業での信頼性、健全性、安全性を高めることに多大な貢献をした[6][7][14][15]。

- 世界に例のない、破壊力学に基づく合理的な規準や規格の制定を提唱し、日本工業規格、日本海事協会規則、日本溶接協会規格などの制定に指導的役割を果たした[15]。

## 栄典・表彰
- 1952年（昭和27年）0 00 - 造船協会賞（論文賞）[15][16]
- 1952年（昭和27年）0 00 - 日本海事協会賞[15]
- 1959年（昭和34年）04月 - 溶接学会論文賞[17]
- 1964年（昭和39年）04月 - 日本鉄鋼協会渡辺義介記念賞[18]
- 1968年（昭和43年）06月 - 藤原賞[19]
- 1970年（昭和45年）05月 - 日本高圧力技術協会論文賞（現 科学技術賞）[20]
- 1980年（昭和55年）10月 - 日本鉄鋼協会浅田賞[21]
- 1982年（昭和57年）04月 - 溶接学会賞[22]
- 1982年（昭和57年）04月 - 紫綬褒章[23]
- 1982年（昭和57年）05月 - 日本造船学会造船技術賞（吉識賞）[24]
- 1985年（昭和60年）10月 - 日本鉄鋼協会山岡賞[25][26]
- 1986年（昭和61年）03月 - 東レ科学技術賞[27]
- 1989年（平成01年）11月 - 日本溶接協会創立40周年記念表彰[28]
- 1990年（平成02年）11月 - 勲二等瑞宝章[29]
- 1992年（平成04年）05月 - 日本溶接協会功績賞[30]
- 1997年（平成09年）05月 - 日本高圧力技術協会功績賞[31]
- 1997年（平成09年）11月 - 日本圧力容器研究会議設立20周年記念表彰[32]
- 1999年（平成11年）11月 - 日本溶接協会創立50周年記念特別表彰[33]
- 2003年（平成15年）05月 - 正四位（死後追贈）[34]

## 親族
- 金澤祿郞 - 父、博物教師、元新潟中学校・福井中学校教諭、元海老ケ瀬小学校校長、元大畑小学校・新潟高等小学校・乙小学校訓導。新潟県中魚沼郡出身、高田師範学校卒業、文部省教員検定試験合格。ニックネームは「ゴリさん」[35]。
- 金澤裕 - 兄、内科医、新津医療センター病院初代院長・名誉院長、元豊栄病院院長、元新潟鉄道病院副院長。
- 金澤正 - 弟、精神・神経科医、開業医（新潟県長岡市長町の野村医院を継承）、元新潟少年保護鑑別所所長、元新潟少年学院副所長、元新潟脳病院（現 新潟信愛病院）院長、元新潟医科大学附属医学専門部教授、元体操選手[注 2]。
- 西川孝夫 - 娘婿（長女の夫）、建築構造学者、東京都立大学名誉教授。
- 中山一 - 娘婿（次女の夫）、消化器内科医。

## 著作物

### 著書
- 『材料力学明解』吉識雅夫[共著]、養賢堂、1959年。
- 『吉識雅夫先生還暦退官記念 船体構造強度要覧』吉識雅夫先生還暦退官記念事業会、1970年。
- 『材料力学演習 1』山田嘉昭・高橋幸伯・竹鼻三雄・小林繁夫・岡村弘之[共著]、培風館、1974年。
- 『脆性破壊 2: 破壊靭性試験』越賀房夫[共著]、木原博[監修]、培風館〈破壊力学と材料強度講座 8〉、1977年。
- 『溶接継手の強度』飯田國廣[共著]、産報出版〈溶接全書 17〉、1979年。
- 『金沢武先生論文選集』金沢武先生還暦退官記念事業実行委員会[編]、金沢武先生還暦退官記念事業実行委員会、1981年。

### 論文
- CiNii収録論文 - CiNii